# Fjalar e Galar

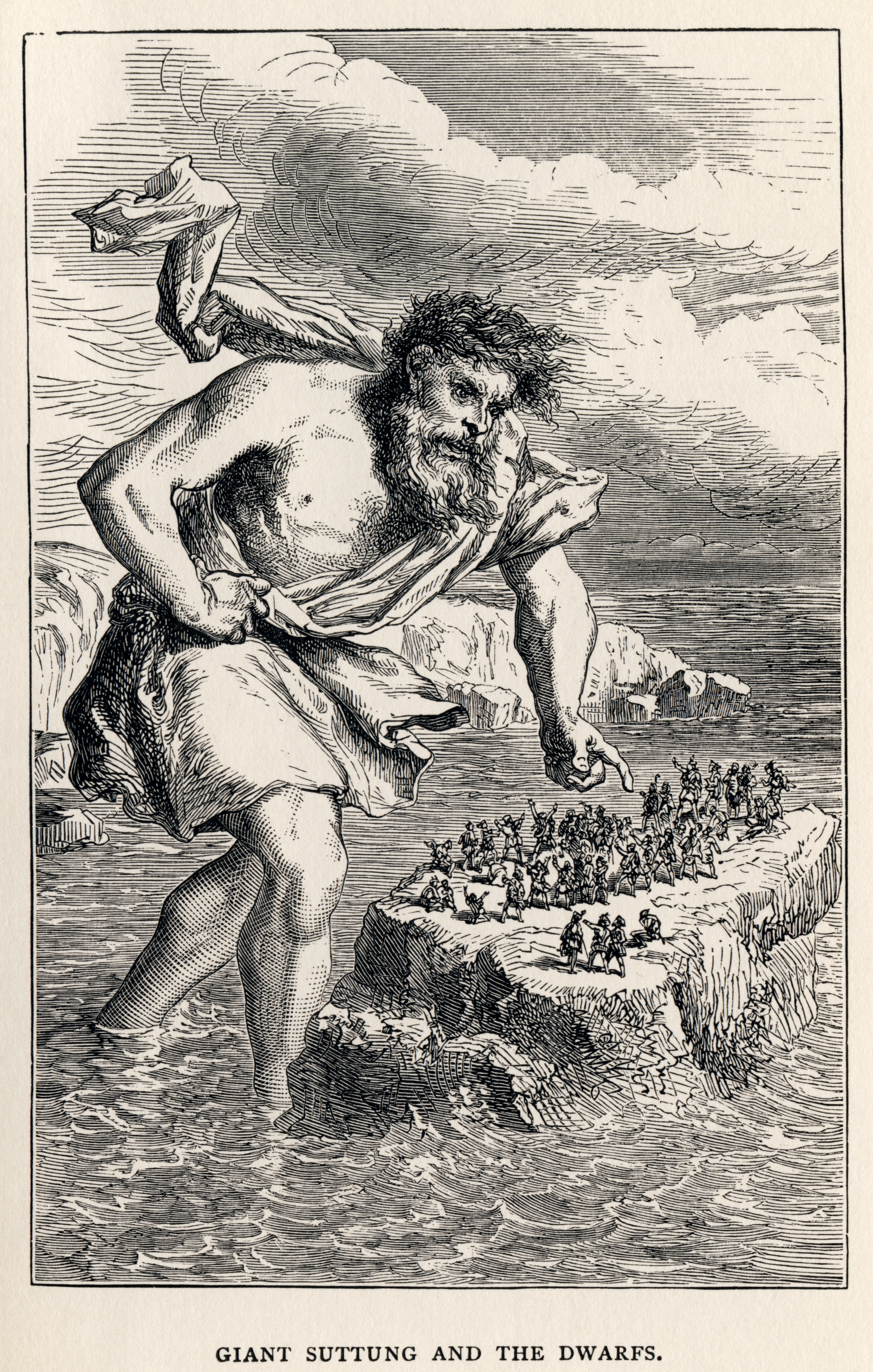
Giant Suttung and the dwarfs de Louis Huard. Suttung coloca os anões em uma rocha os anões sobre uma rocha a ponto de ser submersa, ao chegar este ponto barganharam por suas vidas ao oferecer a ele o hidromel da poesia.

Fjalar e Galar são dois personagens da mitologia nórdica mencionados no Skáldskaparmál, segunda parte do livro Edda em prosa, de Snorri Sturluson. De acordo com este texto literário, Fjalar e seu irmão Galar foram os anões que mataram Kvasir e verteram seu sangue para a bebida mítica denominada hidromel da poesia, responsável por inspirar poetas em sua composições. Posteriormente, ambos  assassinaram um gigante chamado Gilling, na frente de sua esposa, provocando a ira do filho do gigante, Suttung, que ameaçou de morte os irmãos. Para evitar este destino, os irmãos ofereceram-lhe o hidromel. Suttung tomou-o e escondeu o hidromel no centro de uma montanha, que guardava com sua filha, Gunnlod.
Ainda segundo este texto, eventualmente Odin decidira obter o prado. Com este objetivo, trabalhou para Baugi, um fazendeiro irmão de Suttung, por um verão inteiro e, ao final dessa estação do ano, pediu um pequeno gole do prado. Baugi perfurou a montanha, enquanto Odin, sorrateiramente, transformou-se em uma cobra, resvalando-se para dentro, onde estava Gunnlod, de guarda. No entanto, Odin a persuadiu a dar-lhe três goles do hidromel, embora posteriormente ele tenha bebido todo o hidromel, transformou-se em uma águia e escapando.
Fjalar é também mencionado no Hávamál, parte da Edda em verso, na qual há uma estrofe em que Hár (um dos nomes de Odin) aconselha o anão contra a embriaguez excessiva, mencionando uma ocasião em que ele ficou bêbado e Fjalar se aproveitou dele. Entretanto não se sabe se este Fjalar mencionado neste texto trata-se de outra personagem mítica ou é o mesmo irmão de Galar.

## Fonte
- Snorri Sturluson, Edda, traduzido e editado por Anthony Faulkes, Londres: Everyman, 1995, ISBN 0-460-87616-3.